# 鎌田恭幸
鎌田 恭幸（かまた やすゆき、1965年3月20日 - ）は、日本の経営者。鎌倉投信代表取締役社長、元バークレイズ・グローバル・インベスターズ信託銀行副社長。北九州市アドバイザー。

## 略歴
島根県大田市出身。1988年東京都立大学法学部卒業、三井信託銀行入行。1999年2月、バークレイズ・グローバル・インベスターズ信託銀行（現 ブラックロック・ジャパン）入社。2007年4月、バークレイズ・グローバル・インベスターズ信託銀行副社長。2008年11月、鎌倉投信代表取締役社長。